# Episodi di Dallas (serie televisiva 1978) (ottava stagione)
Questa voce contiene trame, dettagli e crediti dei registi e degli sceneggiatori della ottava stagione della serie televisiva Dallas.
Negli Stati Uniti d'America, è stata trasmessa per la prima volta dalla CBS dal 28 settembre 1984 al 17 maggio 1985, posizionandosi al 2º posto nei rating Nielsen di fine anno con il 24,7% di penetrazione e con una media di quasi 21 milioni di spettatori.
In Italia è stata trasmessa in prima visione da Canale 5 durante stagione televisiva 1985/1986.
- Il cliffhanger di fine stagione

Bobby e Pamela vogliono risposarsi. Ma prima di farlo, i due decidono di dirlo all'attuale fidanzata dell'uomo, Jenna Wade. Mentre si recano a Southfork per parlare alla donna, sono vittime di un incidente stradale. Pamela esce indenne ma Bobby viene ricoverato d'urgenza all'ospedale, dove muore.

Risoluzione: L'incidente che provoca la morte di Bobby è causato da Katherine. Anche lei sembra perire nell'incidente, fin quando non ricomparirà nella nona stagione.

Donna Reed interpreta Miss Ellie nell'ottava stagione della serie.

| nº | Titolo originale              | Titolo italiano            | Prima TV USA      | Prima TV Italia  |
| -- | ----------------------------- | -------------------------- | ----------------- | ---------------- |
| 1  | Killer at Large               | Chi ha sparato?            | 28 settembre 1984 |                  |
| 2  | Battle Lines                  | La faida continua          | 5 ottobre 1984    |                  |
| 3  | If at First You Don't Succeed | Il secondo tentativo       | 12 ottobre 1984   | 16 aprile 1985   |
| 4  | Jamie                         | Jamie                      | 19 ottobre 1984   | 23 aprile 1985   |
| 5  | Family                        | La famiglia                | 26 ottobre 1984   |                  |
| 6  | Shadow of a Doubt             | L'ombra del dubbio         | 2 novembre 1984   |                  |
| 7  | Homecoming                    | Ritorno a casa             | 9 novembre 1984   |                  |
| 8  | Oil Baron's Ball III          | Annuncio al ballo          | 16 novembre 1984  |                  |
| 9  | Shadows                       | Il ritratto di Jock        | 23 novembre 1984  |                  |
| 10 | Charlie                       | Charlie                    | 30 novembre 1984  |                  |
| 11 | Barbecue Five                 | Scrittura privata          | 7 dicembre 1984   |                  |
| 12 | Do You Take This Woman...     | Un matrimonio a casa Ewing | 14 dicembre 1984  |                  |
| 13 | Deja Vu                       | L'inganno                  | 21 dicembre 1984  |                  |
| 14 | Odd Man Out                   | Omicidio                   | 28 dicembre 1984  |                  |
| 15 | Lockup in Laredo              | Arresto in Laredo          | 4 gennaio 1985    |                  |
| 16 | Winds of War                  | La guerra ha inizio        | 11 gennaio 1985   |                  |
| 17 | Bail Out                      | La cauzione                | 25 gennaio 1985   |                  |
| 18 | Legacy of Hate                | L'eredità contesa          | 1º febbraio 1985  |                  |
| 19 | Sins of the Fathers           | La colpa dei padri         | 8 febbraio 1985   |                  |
| 20 | The Brothers Ewing            | I fratelli Ewing           | 15 febbraio 1985  | 3 dicembre 1985  |
| 21 | Shattered Dreams              | Sogni infranti             | 22 febbraio 1985  |                  |
| 22 | Dead Ends                     | Viaggio a Hong Kong        | 1º marzo 1985     |                  |
| 23 | Trial and Error               | Il processo                | 8 marzo 1985      | 11 febbraio 1986 |
| 24 | The Verdict                   | Il verdetto                | 15 marzo 1985     |                  |
| 25 | Sentences                     | La sentenza                | 29 marzo 1985     | 25 febbraio 1986 |
| 26 | Terms of Estrangement         | Lo sconosciuto             | 12 aprile 1985    | 4 marzo 1986     |
| 27 | The Ewing Connection          | John Ross                  | 19 aprile 1985    | 11 marzo 1986    |
| 28 | Deeds and Misdeeds            | Fatti e misfatti           | 3 maggio 1985     | 18 marzo 1986    |
| 29 | Deliverance                   | La fine di un incubo       | 10 maggio 1985    | 25 marzo 1986    |
| 30 | Swan Song                     | Il canto del cigno         | 17 maggio 1985    | 1º aprile 1986   |

- Cast regolare[7]:
Patrick Duffy (Bobby Ewing)
Linda Gray (Sue Ellen Ewing)
Larry Hagman (J.R. Ewing)
Susan Howard (Donna Culver)
Steve Kanaly (Ray Krebbs)
Howard Keel (Clayton Farlow)
Ken Kercheval (Cliff Barnes)
Priscilla Beaulieu Presley (Jenna Wade)
Victoria Principal (Pamela Barnes Ewing)
Donna Reed (Miss Ellie Ewing)
Charlene Tilton (Lucy Ewing)

- Cast ricorrente:
Morgan Brittany (Katherine Wentworth) – episodi 1/4, 30
Jenilee Harrison (Jamie Ewing) – eccetto episodi 1/3
Audrey Landers (Afton Cooper) – episodio 1
Jared Martin (Dusty Farlow) – episodi 29, 30
Leigh McCloskey (Mitch Cooper) – episodi 27/30
Dack Rambo (Jack Ewing) – episodi 26/30
Deborah Shelton (Mandy Winger) – eccetto episodi 1, 2, 27

## Chi ha sparato?
- Titolo originale: Killer at Large
- Diretto da: Leonard Katzman
- Scritto da: Arthur Bernard Lewis

### Trama
Afton scopre il corpo di Bobby nell'ufficio di JR e chiama un'ambulanza. JR non è preoccupato quando Ray gli dice che Randolph è tornato a Dallas. Quando viene a sapere della sparatoria di Bobby, JR presume che il bersaglio fosse lui, non Bobby. Cliff scopre di aver trovato il petrolio. Katherine è sotto shock quando sente che Bobby si sta riprendendo. Bobby è accecato dalla ferita da proiettile. Marilee è arrabbiata con JR perché l'ha dissuasa dal collaborare con Cliff. Randolph cerca di sparare a JR ma manca e viene quindi arrestato come sospetto tiratore, ma quando viene scagionato dalla polizia, Bobby e JR si rendono conto che il vero tiratore è ancora latitante.
- Altri interpreti: Gerald Gordon (Dott. Carter), Mitchell Ryan (Cap. Merwin Fogerty), Fern Fitzgerald (Marilee Stone), Debbie Rennard (Sly), Shalane McCall (Charlie Wade), Dennis Haysbert (Dott. Forbes), Martin E. Brooks (Edgar Randolph), Sherylin Lynn Rettino (Jackie Dugan), Randy Tallman (Dott. Halperson), Karen Radcliffe (Jane), J.T. O'Connor (Patterson), Jill Scroggin (Sally), Cora Cordona (Pearl), Rose Ann Holloway (Irene)

## La faida continua
- Titolo originale: Battle Lines
- Diretto da: Nick Havinga
- Scritto da: Arthur Bernard Lewis

### Trama
Bobby dice a Donna e Ray che il suo telefono dell'ufficio era guastato. Bobby dice a Jenna che non la sposerà a meno che non riacquisti la vista. Cliff dice a Sly che vuole che continui a spiare JR, ma Sly torna indietro e riferisce tutto a JR per il quale sta davvero spiando. Pam dice a Bobby che Katherine ha scritto la lettera che ha spinto il loro divorzio. Donna si trasferisce nell'ufficio di Bobby per gestire i suoi interessi mentre è in ospedale, il che rende JR furioso. Clayton viene a sapere della sparatoria di Bobby, ma promette di non dirlo a Miss Ellie fino al ritorno dalla luna di miele. Cliff viene arrestato per il tentato omicidio di Bobby dopo che la polizia ha trovato la pistola nella sua casa.
- Altri interpreti: Dennis Patrick (Vaughn Leland), Mitchell Ryan (Cap. Merwin Fogerty), Gerald Gordon (Dott. Carter), Don Starr (Jordan Lee), Deborah Rennard (Sly), Shalane McCall (Charlie Wade), Omri Katz (John Ross Ewing), Deborah Tranelli (Phyllis Wapner), Paul Sorensen (Andy Bradley), Danone Camden (Kendall Chapman), Pat Colbert (Dora Mae), Marina Rice (Angela), Eric Farlow (Christopher Ewing)

## Il secondo tentativo
- Titolo originale: If at First You Don't Succeed
- Diretto da: Leonard Katzman
- Scritto da: David Paulsen

### Trama
JR racconta a Bobby dell'arresto di Cliff e confessa di aver incastrato Cliff e Randolph. Pam dice a JR che ha intenzione di aiutare Cliff a rovinarlo. Bobby decide di sottoporsi a un intervento chirurgico rischioso per ripristinare la sua vista. Lucy ottiene un lavoro da cameriera al The Hot Biscuit, dove lavorava sua madre Valene. Mandy Winger  alla polizia identifica Cliff come l'uomo con cui era al momento della sparatoria di Bobby. Katherine reagisce con forza a un rapporto radiofonico secondo cui Cliff è stato prosciolto dalle accuse. Harv Smithfield informa gli Ewing che il fratello separato di Jock, Jason Ewing, è morto per un apparente attacco cardiaco in Alaska. Katherine entra nella stanza d'ospedale di Bobby per fargli un'iniezione.
- Altri interpreti: Joanna Miles (Martha Randolph), George Petrie (Harv Smithfield), Gerald Gordon (Dott. Carter), Mitchell Ryan (Cap. Merwin Fogerty), Shalane McCall (Charlie Wade), Omri Katz (John Ross Ewing), Bill Morey (Leo Wakefield), Deborah Rennard (Sly), Sherril Lynn Rettino (Jackie Dugan), James Brown (Det. Harry McSween), Roseanna Christiansen (Teresa), Norman Bennett (Al), Marina Rice (Angela)

## Jamie
- Titolo originale: Jamie
- Diretto da: Nick Havinga
- Scritto da: David Paulsen

### Trama
Katherine sta per fare un'iniezione fatale a Bobby quando si sveglia e inizia a urlare. Il rumore riporta JR nella stanza di Bobby dove riesce a impedire a Katherine di uccidere Bobby. Katherine ammette di aver tentato di uccidere Bobby e viene portata in prigione. La vista di Bobby ritorna e una settimana dopo torna alla Ewing Oil. Donna dice a Bobby di aver investito parte dei suoi soldi in una piccola compagnia petrolifera, ma non l'ha ancora detto a Ray. JR spiega perché ha intercettato il telefono di Bobby. Ray scopre il lavoro di cameriera di Lucy al ristorante, ma lei gli giura di mantenere il segreto. Jamie Ewing arriva a Southfork e annuncia di essere la figlia del fratello di Jock, recentemente scomparso.
- Altri interpreti: Randolph Mantooth (Joe Don Ford), Kathleen York (Betty), Shalane McCall (Charlie Wade), Deborah Tranelli (Phyllis Wapner), Danone Camden (Kendall Chapman), Roseanna Christiansen (Teresa), Eric Farlow (Christopher Ewing), Norman Bennett (Al), Marina Rice (Angela)

## La famiglia
- Titolo originale: Family
- Diretto da: Leonard Katzman
- Scritto da: Leonard Katzman

### Trama
Jamie dice agli Ewing che suo padre è morto senza un soldo e che anche lei ha un fratello. JR vuole la prova che Jamie è davvero un Ewing. Bobby dice a JR che non riesce a togliersi dalla testa Pam. Cliff accetta di prendere in considerazione un'offerta di Jeremy Wendell che coinvolge l'acquisizione di Barnes-Wentworth Oil da parte di WestStar. Jenna è perplessa quando Jamie le dice che a Jason piaceva il padre di Jenna, il che contraddice l'impressione di Jenna che i due uomini si odiassero. Pam e Jackie rimangono perplessi quando individuano l'auto di Mark fuori dagli uffici di Barnes-Wentworth.
- Altri interpreti: George Petrie (Harv Smithfield), Christopher Stone (Dave Stratton), William Smithers (Jeremy Wendell), Kathleen York (Betty), Shalane McCall (Charlie Wade), Omri Katz (John Ross Ewing), Deborah Rennard (Sly), Fredric Lehne (Eddie Cronin), Sherril Lynn Rettino (Jackie Dugan), Eric Farlow (Christopher Ewing), Roseanna Christiansen (Teresa), Shanette Eckols (Lydia)

## L'ombra del dubbio
- Titolo originale: Shadow of a Doubt
- Diretto da: Nick Havinga
- Scritto da: Leonard Katzman

### Trama
Volendo impedire una potente unione tra WestStar e Barnes-Wentworth, JR dice a Sly di confermare i sospetti errati di Cliff di essere lui dietro l'offerta. Pam scopre che la conservazione dei beni di Mark è necessaria fino a quando la sua proprietà non sarà risolta. Bobby è pronto a organizzare il matrimonio con Jenna. Cliff rifiuta l'offerta di Wendell. Pam riceve dei fiori con un biglietto che dice che provengono da Mark, il che le fa credere che sia davvero vivo. 
- Altri interpreti: Christopher Stone (Dave Stratton), William Smithers (Jeremy Wendell), Kathleen York (Betty), Rick Jason (Avery Carson), Shalane McCall (Charlie Wade), Omri Katz (John Ross Ewing), Deborah Rennard (Sly), Fredric Lehne (Eddie Cronin), Sherril Lynn Rettino (Jackie Dugan), Danone Camden (Kendall Chapman), Norman Bennett (Al), Irma P. Hall (Rosa), David Stump (Tommy Hart), Eric Farlow (Christopher Ewing), Roseanna Christiansen (Teresa), Randy Moore (Lewis), Robert Magruder (Sig. White), Marina Rice (Angela)

## Ritorno a casa
- Titolo originale: Homecoming
- Diretto da: Gwen Arner
- Scritto da: Arthur Bernard Lewis

### Trama
JR si lamenta con Bobby per aver perso tre dipendenti a causa della Barnes-Wentworth Oil ed esprime preoccupazione per la potenzialmente formidabile alleanza Cliff/Pam. Bobby vuole togliere il ritratto di Jock a Southfork prima che Miss Ellie e Clayton tornino dalla loro luna di miele, ma JR non è d'accordo dicendo che disonorerebbe la memoria di Jock. Pam assume uno specialista del salvataggio per cercare il relitto dell'aereo nella speranza di determinare il destino di Mark. La signorina Ellie e Clayton tornano a casa. Pam decide di uscire con Dave Straton, anche se pensa ancora che sia più preoccupato per la fusione con WestStar. Eddie Cronin, un cliente del ristorante dove lavora Lucy, scopre che Lucy è una Ewing. La signorina Ellie inizia a rendersi conto che Clayton è sensibile ai simboli della sua vita con Jock.
- Altri interpreti: Christopher Stone (Dave Stratton), Kathleen York (Betty), Barry Jenner (Dott. Jerry Kenderson), Omri Katz (John Ross Ewing), Michael Alldredge (Steve Jackson), Fredric Lehne (Eddie Cronin), Sherril Lynn Rettino (Jackie Dugan), Norman Bennett (Al), Marina Rice (Angela), Roseanna Christiansen (Teresa), Tony Garcia (Raoul)

## Annuncio al ballo
- Titolo originale: Oil Baron's Ball III
- Diretto da: Michael Preece
- Scritto da: David Paulsen

### Trama
Incapace di gestire il suo ruolo di spia di JR, Sly chiede qualche mese di ferie dal lavoro. Bobby non riesce a convincere Pam ad abbandonare la missione di salvataggio e ad accettare la morte di Mark. La signorina Ellie regala a Clayton una notte in hotel e in seguito lo sorprende con nuovi mobili per la camera da letto. Clayton ammette di sentirsi a disagio a Southfork con l'ombra della memoria di Jock. Cliff teme che Pam stia per avere un esaurimento nervoso. JR vede Mandy al ballo del barone dell'olio e vuole incontrarla. Successivamente è sorpreso di vedere Mandy con Cliff. JR annuncia che Bobby e Jenna si sposeranno tra un mese e Pam è devastata dalla notizia.
- Altri interpreti: Morgan Woodward (Punk Anderson), Christopher Stone (Dave Stratton), Kathleen York (Betty), William Smithers (Jeremy Wendell), Omri Katz (John Ross Ewing), Deborah Rennard (Sly), Don Starr (Jordan Lee), Michael Alldredge (Steve Jackson), Fredric Lehne (Eddie Cronin), Deborah Tranelli (Phyllis Wapner), Sherril Lynn Rettino (Jackie Dugan), Norman Bennett (Al), Roseanna Christiansen (Teresa), Marina Rice (Angela), Eric Farlow (Christopher Ewing), Tony Garcia (Raoul)

## Il ritratto di Jock
- Titolo originale: Shadows
- Diretto da: Gwen Arner
- Scritto da: David Paulsen

### Trama
Quando Bobby attacca verbalmente JR per aver annunciato la data del matrimonio all'Oil Baron's Ball, JR giura che non era sua intenzione mettere in imbarazzo Pam. La signorina Ellie vede che Clayton è ancora a disagio per Jock. JR assume un investigatore privato per indagare su Mandy. Donna suggerisce alla signorina Ellie di rimuovere il ritratto di Jock. Lo fa, dicendo che ora appartiene a Ewing Oil. Lucy accetta di uscire con Eddie.
- Altri interpreti: Daniel Pilon (Renaldo Marchetta), Kathleen York (Betty), Christopher Stone (Dave Stratton), Shalane McCall (Charlie Wade), Michael Alldredge (Steve Jackson), Martin Cassidy (Frank Carp), Fredric Lehne (Eddie Cronin), Deborah Tranelli (Phyllis Wapner), Danone Camden (Kendall Chapman), Pat Colbert (Dora Mae), Roseanna Christiansen (Teresa), Eric Farlow (Christopher Ewing), Marina Rice (Angela)

## Charlie
- Titolo originale: Charlie
- Diretto da: Michael Preece
- Scritto da: Leonard Katzman

### Trama
Bobby consiglia a Jenna di dire a Charlie che Naldo Marchetta è suo padre. Jamie promette a Sue Ellen che prenderà in considerazione l'idea di accettare un lavoro alla Ewing Oil. Cliff è convinto che JR e Wendell abbiano unito le forze per rovinarlo. Ray racconta a Donna del lavoro di Lucy come cameriera. Charlie scompare e Marchetta è sospettata. JR si presenta a Mandy. Cliff, sentendo che JR ha fatto un tentativo con Mandy, la incoraggia ad accettare le avances di JR e a spiare per lui. Ray trova Charlie addormentato nella stalla del suo cavallo. Charlie in seguito dice a Jenna e Bobby che era confusa quando ha visto il suo certificato di nascita nominare Bobby come suo padre.
- Altri interpreti: Daniel Pilon (Renaldo Marchetta), William Smithers (Jeremy Wendell), Shalane McCall (Charlie Wade), Michael Alldredge (Steve Jackson), Fredric Lehne (Eddie Cronin), Sherril Lynn Rettino (Jackie Dugan), Danone Camden (Kendall Chapman)

## Scrittura privata
- Titolo originale: Barbecue Five
- Diretto da: Gwen Arner
- Scritto da: Arthur Bernard Lewis

### Trama
Con l'approvazione di Cliff, Mandy tiene un appuntamento a pranzo con JR. Pam fa visita al sensitivo di Mandy che afferma che Mark è vivo. Cliff affronta Wendell riguardo all'accordo con JR, ma Wendell suggerisce che Cliff sia paranoico e nega che JR fosse dietro l'offerta di fusione. Marchetta annuncia che intende risposare Jenna. Ray va al barbecue da solo quando gli affari di Donna le impediscono di partecipare. JR è contento quando si rende conto che Mandy ha fornito una nuova "corda" alla testa di Cliff. Quando JR ordina a Jamie di lasciare il ranch, lei produce un documento legale in cui si afferma che Ewing Oil è di proprietà congiunta di Jock, suo padre e Digger Barnes.
- Altri interpreti: Daniel Pilon (Renaldo Marchetta), William Smithers (Jeremy Wendell), Barry Jenner (Dott. Jerry Kenderson), Ronnie Claire Edwards (Lydia), Fern Fitzgerald (Marilee Stone), Shalane McCall (Charlie Wade), Omri Katz (John Ross Ewing), Fredric Lehne (Eddie Cronin), Deborah Tranelli (Phyllis Wapner), Danone Camden (Kendall Chapman), Eric Farlow (Christopher Ewing), Marina Rice (Angela)

## Un matrimonio a casa Ewing
- Titolo originale: Do You Take This Woman?
- Diretto da: Gwen Arner
- Scritto da: Leonard Katzman

### Trama
Eddie seduce Lucy in una stalla deserta. JR e Bobby decidono di acquistare i campi WestStar dopo aver letto un rapporto favorevole. JR dice a Mandy che spera che Cliff si preoccupi di dimostrare che il documento di Jamie è legale in modo che possa trasferirsi e distruggere la Barnes-Wentworth Oil. Mandy trasmette i pensieri di JR a Cliff. Jenna è in preda al panico quando scopre che Marchetta è andata a prendere Charlie a scuola. Jenna non si presenta alla sua cerimonia di matrimonio. Più tardi, Bobby e JR trovano un biglietto a casa di Jenna in cui si dice che non può sposare Bobby perché ama qualcun altro.
- Altri interpreti: Daniel Pilon (Renaldo Marchetta), George Petrie (Harv Smithfield), William Smithers (Jeremy Wendell), Shalane McCall (Charlie Wade), Madison Mason (Jack Phipps), Fredric Lehne (Eddie Cronin), Deborah Tranelli (Phyllis Wapner), Sherril Lynn Rettino (Jackie Dugan), Danone Camden (Kendall Chapman), Eric Farlow (Christopher Ewing), Roseanna Christiansen (Teresa), Marina Rice (Angela)

## L'inganno
- Titolo originale: Deja Vu
- Diretto da: Leonard Katzman
- Scritto da: David Paulsen

### Trama
JR e Bobby hanno in programma di cercare Jenna, che credono sia scappata con Marchetta. Cliff dice a Mandy che non vuole che Bobby e Pam si riconcilino più di quanto non faccia JR. Pam deve nascondere la sua felicità alla notizia del matrimonio annullato di Bobby. Cliff e JR accettano di lavorare individualmente per tenere separati Pam e Bobby. Marchetta dice a Jenna che Charlie è su un aereo per Roma e che ora deve fare quello che dice se vuole riaverla. JR paga un pilota charter, Gerald Kane, per indurre Pam a cercare Mark nei Caraibi. Jenna e Marchetta si sposano mentre Bobby guarda dall'altra parte della strada.
- Altri interpreti: Daniel Pilon (Renaldo Marchetta), James Cromwell (Gerald Kane), Shalane McCall (Charlie Wade), Burke Byrnes (Pete Adams), Sarah Cunningham (Zia Maggie), Fredric Lehne (Eddie Cronin), Ted Toll (Sig. Wisker), Deborah Tranelli (Phyllis Wapner), Sherril Lynn Rettino (Jackie Dugan), Danone Camden (Kendall Chapman)

## Omicidio
- Titolo originale: Odd Man Out
- Diretto da: Larry Hagman
- Scritto da: Arthur Bernard Lewis

### Trama
JR cerca di consolare Bobby per il matrimonio di Jenna con Marchetta. Mandy dice a Cliff che le piace JR e finge di essere presa in giro anche se potrebbe essere davvero seria. JR dice a Bobby che a Pam non importa di lui perché è ossessionata dall'idea di trovare Mark. Jenna, tenuta prigioniera da Marchetta, cerca di chiedere aiuto a Bobby. Jenna segue Marchetta in una stanza poco illuminata e la mano di un uomo le passa sul viso. Una Jenna stordita, con la pistola in mano, viene messa alle strette dalla polizia quando vede Marchetta, che giace morta sul pavimento nelle vicinanze.
- Altri interpreti: Daniel Pilon (Renaldo Marchetta), Michael MacRae (Sig. Benton), Omri Katz (John Ross Ewing), Tom Fuccello (Senatore Dave Culver), Burke Byrnes (Pete Adams), Fredric Lehne (Eddie Cronin), Deborah Tranelli (Phyllis Wapner), Danone Camden (Kendall Chapman), Pat Colbert (Dora Mae), Tim Cutt (Leonard Boyle), Don Banning (Roy Crowley), Eric Farlow (Christopher Ewing)

## Arresto in Laredo
- Titolo originale: Lockup in Laredo
- Diretto da: Patrick Duffy
- Scritto da: David Paulsen

### Trama
Gli Ewing vengono informati che Jenna è stata arrestata a Laredo per aver ucciso Marchetta. Bobby fa visita a Jenna che gli dice che Charlie potrebbe essere a Roma. Jenna si dichiara non colpevole dell'accusa di omicidio, ma il giudice si rifiuta di rilasciarla su cauzione. Pam continua a cercare Mark nelle cliniche dei Caraibi. Eddie accetta di prendere in considerazione il suggerimento di Lucy di diventare partner in un progetto di costruzione. L'avvocato di Jenna, Scotty Demerest, la interroga e lei dice che potrebbe aver subito il cloroformio. Jamie vede JR coccolare Serena durante il pranzo. Sue Ellen sente Jamie che fa esplodere JR per il suo comportamento con Serena, e Jamie annuncia che dopotutto potrebbe usare il suo documento che divide Ewing Oil.
- Altri interpreti: Stephen Elliott (Scotty Demarest), James Cromwell (Gerald Kane), Omri Katz (John Ross Ewing), Stephanie Blackmore (Serena Wald), Valentin de Vargas (Patrick Wolfe), Beau Billingslea (Dott. Miller), Fredric Lehne (Eddie Cronin), Sherril Lynn Rettino (Jackie Dugan), Joe Nesnow (Giudice Langley), Roseanna Christiansen (Teresa), Eric Farlow (Christopher Ewing)

## La guerra ha inizio
- Titolo originale: Winds of War
- Diretto da: Leonard Katzman
- Scritto da: Leonard Katzman

### Trama
Demerest dice a Bobby che una serie completa di impronte digitali di Jenna è stata trovata sulla pistola che ha ucciso Marchetta. La complice di Marchetta, Veronica, chiama e organizza un incontro con Bobby in California per discutere del rilascio di Charlie. Bobby in seguito scopre che lei vuole 50.000 dollari e accetta di pagarli. Una voce nel diario di Sam Culver indica che è stato firmato un accordo che divideva la proprietà di Ewing Oil tra Jock, Digger e Jason. Sue Ellen dice a JR che vuole che abbiano camere da letto separate. Cliff si rende conto che JR ha corteggiato Mandy per trasmettergli false informazioni. Cliff vince su Jamie che accetta di aiutarlo a sconfiggere J.R..
- Altri interpreti: Stephen Elliott (Scotty Demarest), Gail Strickland (Veronica Robinson), George Petrie (Harv Smithfield), Shalane McCall (Charlie Wade), Omri Katz (John Ross Ewing), Fredric Lehne (Eddie Cronin), Sherril Lynn Rettino (Jackie Dugan), Danone Camden (Kendall Chapman), Eric Farlow (Christopher Ewing)

## La cauzione
- Titolo originale: Bail Out
- Diretto da: Michael Preece
- Scritto da: David Paulsen

### Trama
Mandy riattacca con JR mentre cerca di avere un appuntamento con lei. Successivamente affronta JR per averla usata contro Cliff, ma JR le ricorda che è colpevole dello stesso crimine. Jenna viene rilasciata su cauzione e si trasferisce nella guest house di Southfork. Bobby vuole sposarla in silenzio, ma Jenna non riesce a pensare al matrimonio fino alla fine del processo. Eddie è sconvolto dai suggerimenti di Ray per le specifiche del condominio. Pam confessa che avrebbe sposato Mark solo perché era malato terminale. Gerald Kane incontra Pam per dirle che JR lo ha pagato per indurla a cercare Mark.
- Altri interpreti: Stephen Elliott (Scotty Demarest), James Cromwell (Gerald Kane), George Petrie (Harv Smithfield), Shalane McCall (Charlie Wade), Dean Santoro (Raymond Furguson), Clyde Kusatsu (Dott. Albert Matsuda), Valentin de Vargas (Patrick Wolfe), Burke Byrnes (Pete Adams), Beau Billingslea (Dott. Miller), Fredric Lehne (Eddie Cronin), Deborah Tranelli (Phyllis Wapner), Sherril Lynn Rettino (Jackie Dugan), Danone Camden (Kendall Chapman), Joe Nesnow (Giudice Langley), Pat Colbert (Dora Mae), Roseanna Christiansen (Teresa)

## L'eredità contesa
- Titolo originale: Legacy of Hate
- Diretto da: Robert Becker
- Scritto da: Arthur Bernard Lewis

### Trama
Pam unisce le forze con Cliff e Jamie per distruggere Ewing Oil. Bobby è preoccupato per i suoi sentimenti riaccesi per Pam. Mandy si sente in colpa per aver dormito con JR e aver continuato a spiare per conto di Cliff. L'avvocato di Cliff ritiene che il documento resisterà al controllo nel processo per dividere la Ewing Oil. Lucy è accecata dal suo desiderio di compiacere Eddie. Mandy decide che non vuole avere niente a che fare con Cliff o JR. Bobby, JR e Miss Ellie vengono convocati a un'udienza per tentare di congelare tutti i beni di Ewing Oil.
- Altri interpreti: Stephen Elliott (Scotty Demarest), George Petrie (Harv Smithfield), Kathleen York (Betty), Morgan Woodward (Punk Anderson), Rosemary Forsyth (Ann McFadden), Dean Santoro (Raymond Furguson), Burke Byrnes (Pete Adams), Fredric Lehne (Eddie Cronin), Deborah Tranelli (Phyllis Wapner), Sherril Lynn Rettino (Jackie Dugan), Danone Camden (Kendall Chapman), Larry Cedar (Sig. Martin), Roseanna Christiansen (Teresa), Eric Farlow (Christopher Ewing)

## La colpa dei padri
- Titolo originale: Sins of the Fathers
- Diretto da: Larry Hagman
- Scritto da: Leonard Katzman

### Trama
Mandy non è ancora sicura di aver superato Cliff, ma dice a JR di chiamarla tra qualche giorno. Cliff ottiene una piccola vittoria quando il giudice concede temporaneamente un'ingiunzione contro Ewing Oil. Un preoccupato JR incontra Carl Hardesty, che in precedenza aveva creato per lui società di holding fittizie. La vittoria di Cliff è di breve durata quando il giudice revoca l'ingiunzione. Demerest dice a Bobby e Jenna che le impronte di Jenna erano sull'arma del delitto. Cliff trova la copia di Brindle del documento che conferma che Jock ha dato a Digger un terzo di Ewing Oil.
- Altri interpreti: Stephen Elliott (Scotty Demarest), Kathleen York (Betty), George Petrie (Harv Smithfield), Eddie Firestone (Alfred Brindle), Shalane McCall (Charlie Wade), Omri Katz (John Ross Ewing), John Carter (Carl Hardesty), Harvey Vernon (Giudice Harding), Dean Santoro (Raymond Furguson), Beau Billingslea (Dott. Miller), Fredric Lehne (Eddie Cronin), Danone Camden (Kendall Chapman), Roseanna Christiansen (Teresa), Pat Colbert (Dora Mae), Sherril Lynn Rettino (Jackie Dugan)

## I fratelli Ewing
- Titolo originale: The Brothers Ewing
- Diretto da: Patrick Duffy
- Scritto da: David Paulsen

### Trama
Cliff si crogiola nel trionfo dell'acquisizione della copia del documento di Digger. JR brama la compassione da Sue Ellen, ma lei non prova simpatia per lui. Ray accompagna Brindle all'aeroporto con le istruzioni di JR di chiamare se ricorda qualcos'altro dell'accordo. Pam convince Sue Ellen a unirsi a lei a Hong Kong, dove Pam continuerà la sua ricerca di Mark. Eddie dice a Betty che Lucy è solo una brava ragazza con un sacco di soldi.
- Altri interpreti: Stephen Elliott (Scotty Demarest), Eddie Firestone (Alfred Brindle), Kathleen York (Betty), Omri Katz (John Ross Ewing), John Carter (Carl Hardesty), Fredric Lehne (Eddie Cronin), Sherril Lynn Rettino (Jackie Dugan), Danone Camden (Kendall Chapman), Pat Colbert (Dora Mae), Mary Armstrong (Louise), Eric Farlow (Christopher Ewing)

## Sogni infranti
- Titolo originale: Shattered Dreams
- Diretto da: Nick Havinga
- Scritto da: Arthur Bernard Lewis

### Trama
JR si confida con Mandy del dolore che prova a causa della divisione tra la famiglia. Donna e Ray discutono sulle tattiche di JR per salvare Ewing Oil. Veronica Robinson, spaventata, accetta di testimoniare al processo di Jenna. Pam confessa di provare ancora forti sentimenti per Bobby. JR incontra Conrad Buckhouser sulla conversione di alcuni dei suoi beni in contanti che verranno depositati su un conto bancario svizzero. Lucy è scioccata quando scopre che Eddie sta avendo una storia d'amore sia con lei che con Betty. Cliff cerca di vincere punti con Jamie offrendole un lavoro alla Barnes-Wentworth Oil. Bobby e Jenna scoprono il cadavere di Veronica nel gabinetto dell'aereo.
- Altri interpreti: Stephen Elliott (Scotty Demarest), Gail Strickland (Veronica Robinson), Kathleen York (Betty), Don Starr (Jordan Lee), Omri Katz (John Ross Ewing), Erik Holland (Conrad Buckhouser), Fredric Lehne (Eddie Cronin), Sherril Lynn Rettino (Jackie Dugan), Danone Camden (Kendall Chapman), Roseanna Christiansen (Teresa), Philip Chan (Edward Chan)

## Viaggio a Hong Kong
- Titolo originale: Dead Ends
- Diretto da: Michael Preece
- Scritto da: Leonard Katzman

### Trama
Pam e Sue Ellen prendono tutto il colore locale in un mercato all'aperto di Hong Kong durante la loro ricerca di Mark. Jamie viene assunto alla Barnes-Wentworth Oil come esperto residente di trivellazioni a basse temperature. Pam scopre che il paziente, che crede sia Mark, non vuole vedere nessuno. Eddie si scusa per aver ferito Lucy. Donna cerca di capire la motivazione di Ray per entrare in contatto con JR. JR e Cliff si scontrano per Mandy a una festa. Donna trova il petrolio.
- Altri interpreti: Stephen Elliott (Scotty Demarest), Fern Fitzgerald (Marilee Stone), Deborah Rennard (Sly), Don Starr (Jordan Lee), Burke Byrnes (Pete Adams), Sam Anderson (Ispettore Frank Howard), Dean Santoro (Raymond Furguson), Ben Cooper (Sig. Parrish), Erik Holland (Conrad Buckhouser), Fredric Lehne (Eddie Cronin), Deborah Tranelli (Phyllis Wapner), Sherril Lynn Rettino (Jackie Dugan), Pat Colbert (Dora Mae), Roseanna Christiansen (Teresa), Philip Chan (Edward Chan), Sam Lam (Sig. Wong), David Price (Sig. Swanson)

## Il processo
- Titolo originale: Trial and Error
- Diretto da: Larry Hagman
- Scritto da: David Paulsen

### Trama
Durante il processo, il D.A. promette di mettere Jenna dietro le sbarre per il suo crimine. Pam sospetta che JR sia dietro la sua caccia all'oca selvaggia a Hong Kong. Bobby riceve una citazione per testimoniare per l'accusa. Pam accetta il fatto che Mark sia morto. A causa delle pressioni edilizie a casa, Donna dice a Miss Ellie che ha deciso di lasciare la sua casa.
- Altri interpreti: Daniel Pilon (Renaldo Marchetta), Stephen Elliott (Scotty Demarest), Rosemary Forsyth (Ann McFadden), Virginia Kiser (Giudice Roberta Fenerty), Allan Miller (Frederick Hoskins), Shalane McCall (Charlie Wade), Don Starr (Jordan Lee), Deborah Rennard (Sly), Dave Shelley (Sig. Mavin), Pat Colbert (Dora Mae), Tim Cutt (Leonard Boyle), Sam Lam (Sig. WongPhilip Chan (Edward Chan), Don Banning (Roy Crowley), Eric Farlow (Christopher Ewing)

## Il verdetto
- Titolo originale: The Verdict
- Diretto da: Patrick Duffy
- Scritto da: David Paulsen

### Trama
Bobby si prepara per il suo viaggio a Los Angeles per convincere la sorella di Veronica a testimoniare per Jenna. L'Ewing 17 è stato chiuso dalla Texas Energy Commission a causa delle infiltrazioni di petrolio nell'acqua potabile. Ray tenta di convincere Donna a tornare a casa. La sorella di Veronica dà a Bobby una lettera da leggere in tribunale. JR dà il benvenuto a Sue Ellen a casa, ma si rende conto che le cose sono ancora tese tra loro. Jenna viene dichiarata innocente per omicidio, ma colpevole di omicidio colposo.
- Altri interpreti: Stephen Elliott (Scotty Demarest), Rosemary Forsyth (Ann McFadden), Allan Miller (Frederick Hoskins), Barbara Rhoades (Lila Cummings), Michelle Johnson (Rhonda Cummings), Virginia Kiser (Giudice Roberta Fenerty), Nicholas Pryor (Nathan Billings), Omri Katz (John Ross Ewing), Deborah Rennard (Sly), Bill Morey (Leo Wakefield), Victor Campos (Sig. Mendoza), Conroy Gedeon (Dott. Finch), Sherril Lynn Rettino (Jackie Dugan), Pat Colbert (Dora Mae), Roseanna Christiansen (Teresa), Eric Farlow (Christopher Ewing)

## La sentenza
- Titolo originale: Sentences
- Diretto da: Michael Preece
- Scritto da: Arthur Bernard Lewis

### Trama
Bobby giura di far uscire Jenna di prigione. JR ricatta un membro della Texas Energy Commission per garantire la sua futura collaborazione con loro. Cliff e Jamie ammettono la loro reciproca attrazione. Quando Jenna viene condannata a sette anni, Bobby si fa avanti e dice di essere il padre di Charlie per impedirle di diventare un reparto dello stato. Sue Ellen è umiliata dall'ostentazione pubblica di JR della sua relazione con Mandy. Sue Ellen minaccia di divorziare da JR. JR dice a una Pam sconvolta che Bobby ha affermato di essere il padre di Charlie come misura precauzionale. Cliff è furioso quando scopre che il suo Pozzo 340 è stato spento a causa di perdite. Jenna dice a Bobby che vuole che sia libero.
- Altri interpreti: Stephen Elliott (Scotty Demarest), Virginia Kiser (Giudice Roberta Fenerty), Allan Miller (Frederick Hoskins), Nicholas Pryor (Nathan Billings), Shalane McCall (Charlie Wade), Laura Malone (Janice Hopper), Fern Fitzgerald (Marilee Stone), Marj Dusay (Bernice Billings), Deborah Rennard (Sly), Dean Santoro (Raymond Furguson), Fredric Lehne (Eddie Cronin), Deborah Tranelli (Phyllis Wapner), Sherril Lynn Rettino (Jackie Dugan), Mary Armstrong (Louise), Pat Colbert (Dora Mae), Eric Farlow (Christopher Ewing)

## Lo sconosciuto
- Titolo originale: Terms of Estrangement
- Diretto da: Alexander Singer
- Scritto da: Peter Dunne

### Trama
JR ha in programma di riunire Pam e Bobby, sperando che non si schiererà più con Cliff nella lotta contro Ewing Oil. JR è sconvolto quando vede Mandy dare il suo numero di telefono a qualcuno. Durante la visione di un nastro del volo di Veronica, Bobby, Ray e Norman notano un uomo che mette droghe nella sua bevanda. JR accetta di incontrare un uomo che dice di avere informazioni preziose sulla causa Ewing Oil, ma vuole il 10 percento della Ewing Oil in cambio delle informazioni. JR insulta Sue Ellen, il che la rende solo più determinata a sopravvivere nel matrimonio. Cliff regala a Jamie un anello di fidanzamento. Lucy riceve una risposta alla sua lettera da Mitch. Il caso di Jenna viene riaperto. Il fratello di Jamie, Jack, viene a Dallas.
- Altri interpreti: Gail Strickland  (Veronica Robinson), Lyman Ward (Norman), Rod Arrants (Andre Schumann), Omri Katz (John Ross Ewing), Stacy Keach Sr. (Sig. Waldron), Ben Cooper (Sig. Parrish), Deborah Rennard (Sly), Barry Sattels (Greg Rupp), Laura Malone (Janice Hopper), Paul Gleason (Tenente Lee Spaulding), Sherril Lynn Rettino (Jackie Dugan), Pat Colbert (Dora Mae), Roseanna Christiansen (Teresa)

## John Ross
- Titolo originale: The Ewing Connection
- Diretto da: Nick Havinga
- Scritto da: Arthur Bernard Lewis

### Trama
JR presenta l'accordo da fare con Jack a Bobby e Ray. Se le sue informazioni sono valide, Bobby e JR divideranno la richiesta di Jack per il 10 percento di Ewing Oil. Lucy è entusiasta della sua visita a Mitch. Jack si rivela a JR, Bobby e Ray come il figlio di Jason. Donna dice a Miss Ellie che il divorzio è l'unica risposta per lei e Ray. John Ross resta a casa da scuola con una leggera febbre. Più tardi, quando sviene, Clayton e la signorina Ellie lo portano di corsa in ospedale. La diagnosi è appendicite. JR abusa verbalmente di Sue Ellen per essere una cattiva madre e lei si rivolge al alcol per conforto.
- Altri interpreti: Nicholas Pryor (Nathan Billings), George Petrie (Harv Smithfield), Shalane McCall (Charlie Wade), Omri Katz (John Ross Ewing), Barry Sattels (Greg Rupp), John Zaremba (Dott. Harlen Danvers), Paul Gleason (Tenente Lee Spaulding), Sherril Lynn Rettino (Jackie Dugan), Eric Farlow (Christopher Ewing), Roseanna Christiansen (Teresa)

## Fatti e misfatti
- Titolo originale: Deeds and Misdeeds
- Diretto da: Michael Preece
- Scritto da: David Paulsen

### Trama
JR è segretamente contento che Sue Ellen stia bevendo di nuovo. Pam presta i soldi di Cliff quando ha un problema con il flusso di cassa dopo che i suoi pozzi sono stati chiusi. JR assicura a Mandy che Sue Ellen uscirà presto dalla sua vita e da Southfork. Jack dice agli Ewing che un uomo di nome Windham può verificare che Cliff e Jamie non abbiano alcun diritto legale sulla Ewing Oil. Cliff e Jamie vengono sposati da un giudice di pace. Lucy e Mitch riflettono sul perché il loro matrimonio è fallito. Donna non ha la possibilità di dire a Ray che è incinta.
- Altri interpreti: Susan French (Amanda Ewing), John Larch (Wally Windham), Shalane McCall (Charlie Wade), Omri Katz (John Ross Ewing), Deborah Rennard (Sly), Don Starr (Jordan Lee), Paul Gleason (Tenente Lee Spaulding), Sherril Lynn Rettino (Jackie Dugan), Eric Farlow (Christopher Ewing), Roseanna Christiansen (Teresa)

## La fine di un incubo
- Titolo originale: Deliverance
- Diretto da: Nick Havinga
- Scritto da: Peter Dunne

### Trama
Bobby e un detective della polizia interrogano il sicario non collaborativo che sostiene la sua innocenza. JR alimenta deliberatamente la determinazione di Cliff a procedere con la causa. Cliff sospetta che JR e Jack stiano lavorando insieme. Pam e Bobby dichiarano il loro amore reciproco. Donna e Ray litigano di nuovo e lei non gli dice che è incinta. Bobby formula un piano per far confessare l'assassino. Mitch chiede a Lucy di andare a vivere con lui. Viene presa una decisione in merito alla Ewing Oil. JR vuole istituzionalizzare Sue Ellen per il suo problema con l'alcol.
- Altri interpreti: Daniel Pilon (Renaldo Marchetta), George Petrie (Harv Smithfield), John Larch (Wally Windham), Rod Arrants (Andre Schumann), Shalane McCall (Charlie Wade), Dean Santoro (Raymond Furguson), Sam Anderson (Ispettore Frank Howard), Fern Fitzgerald (Marilee Stone), Deborah Rennard (Sly), Don Starr (Jordan Lee), Harvey Vernon (Giudice Harding), Sherril Lynn Rettino (Jackie Dugan), Deborah Tranelli (Phyllis Wapner), Roseanna Christiansen (Teresa), Mary Armstrong (Louise), Robert Clarke (Sig. Mason), Pat Colbert (Dora Mae), Eric Farlow (Christopher Ewing)

## Il canto del cigno
- Titolo originale: Swan Song
- Diretto da: Leonard Katzman
- Scritto da: Leonard Katzman

### Trama
Sue Ellen si ubriaca alla festa della vittoria degli Ewing. Donna racconta a Ray della sua gravidanza. JR rassicura Mandy che il problema con Sue Ellen sarà risolto. Bobby è confuso su chi dovrebbe sposare. Sue Ellen assicura a Clayton e Miss Ellie che ha smesso di bere. Mitch e Lucy si risposano. Cliff considera l'annullamento del suo matrimonio con Jamie. Dusty riappare. JR chiede a Sue Ellen di accettare di porre fine al loro matrimonio. Bobby propone a Pam di risposarsi e lei accetta. Jamie sorprende Cliff durante la loro conversazione sull'annullamento. Mentre Bobby lascia la casa di Pam, un'auto va dritta verso di lei; Bobby spinge Pam da parte e l'auto lo colpisce; l'auto si schianta e si scopre che l'autista è Katherine Wentworth, che è morta. Con Pam, Jenna, JR, Miss Ellie, Clayton, Ray e Donna al capezzale dell'ospedale, Bobby muore per gravi ferite interne.
- Altri interpreti: David White (Mark), Shalane McCall (Charlie Wade), Omri Katz (John Ross Ewing), Deborah Rennard (Sly), Walker Edmiston (Parson Carson), Deborah Tranelli (Phyllis Wapner), Sherril Lynn Rettino (Jackie Dugan), Pat Colbert (Dora Mae), Eric Farlow (Christopher Ewing), Mary Armstrong (Louise), Roseanna Christiansen (Teresa)